# Les Linceuls
Pour plus de détails, voir Fiche technique et Distribution.
Les Linceuls (The Shrouds) est un film franco-canadien écrit et réalisé par David Cronenberg et sorti en 2024.
Il est présenté en compétition officielle au Festival de Cannes 2024.

## Synopsis

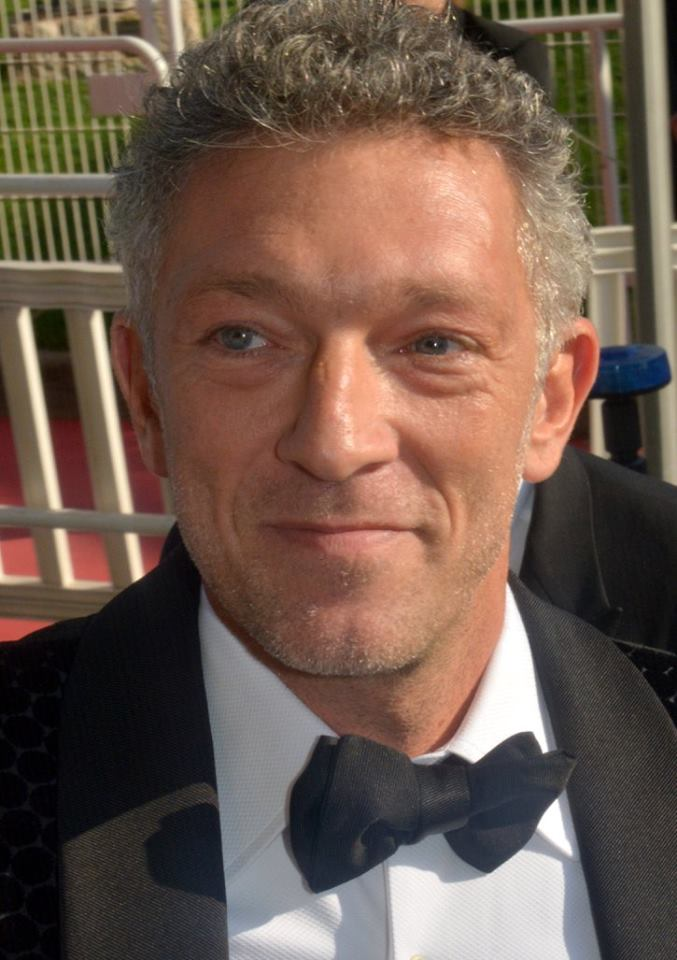
Vincent Cassel.

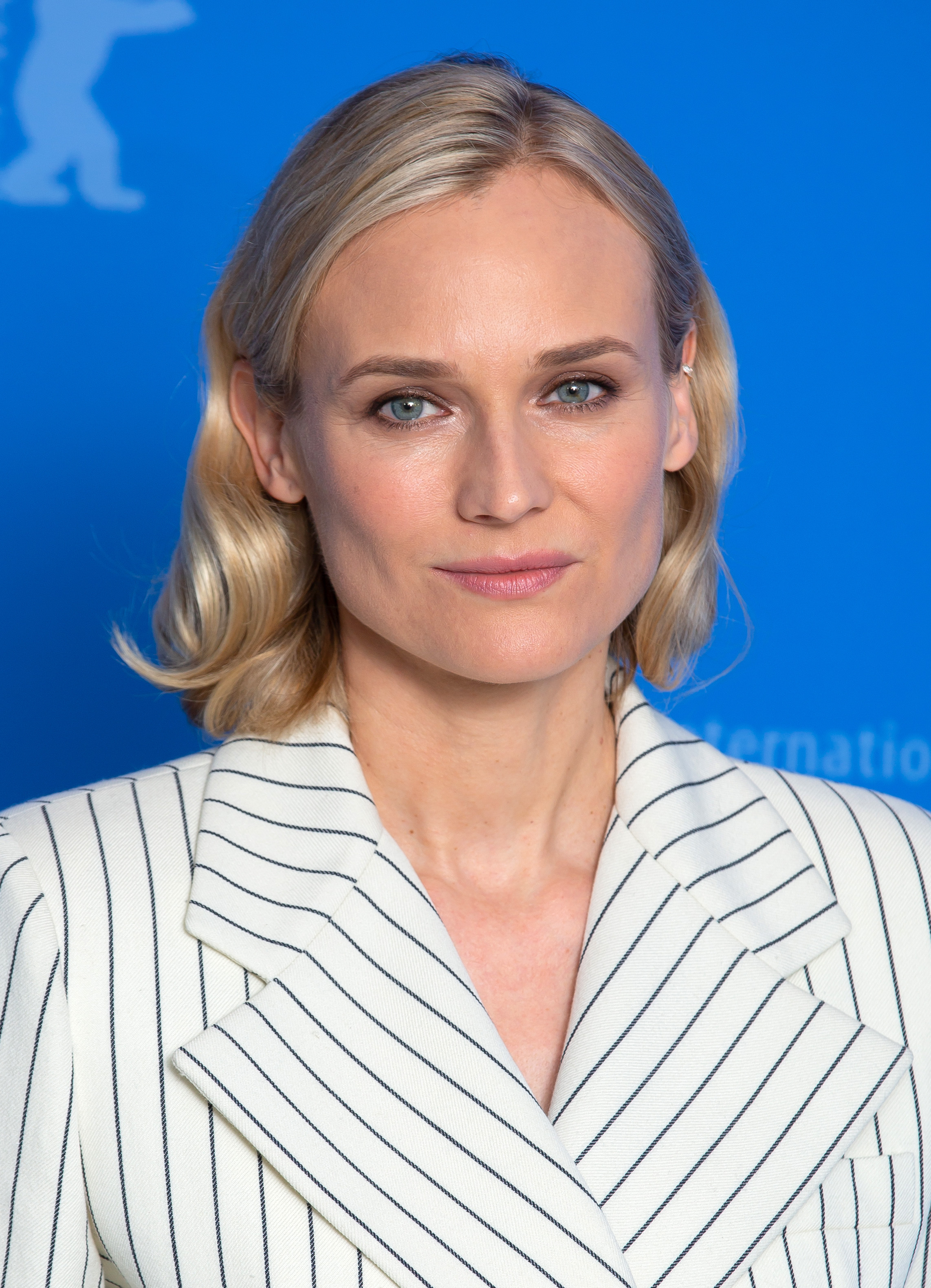
Diane Kruger.

Karsh, producteur de vidéos industrielles, entre autres activités, la cinquantaine, peine à se remettre de la mort de sa femme, Becca, emportée par un cancer. Il créée alors GraveTech, une application pour smartphones et PCs utilisant une technologie aussi révolutionnaire que controversée à destination d'une clientèle à hauts revenus. Celle-ci permet aux familles — ainsi qu'aux personnes avec lesquelles elles partagent ces données — de voir le corps de leurs proches récemment disparus se décomposant dans leur cercueil ; ce, grâce à un linceul digital connecté dont Karsh est l'inventeur, qui filme le corps en temps réel et en résolution 8K, à l'aide de « shroud cams ».
Quand plusieurs tombes, dont celle de Becca, sont profanées, Karsh se lance à la recherche des responsables.
Pour cela il demande de l'aide à son beau-frère geek, Maury, qui a participé à la conception de GraveTech, notamment pour ce qui concerne le chiffrement des données et le système de surveillance. Celui-ci constate que les données des neuf tombes vandalisées ont été volées, puis chiffrées, alors qu'il n'y a pas eu demande de rançon.
De plus, Maury a découvert que l'appartement de Karsh est « contaminé », tout ce qu'il y fait est surveillé en temps réel. Après avoir réussi à décrypter quelques images, Maury réalise que les cadavres de ces neuf tombes présentent les mêmes nodules que Becca, contrairement à ceux dont les tombes sont restées intactes (étant le concepteur du chiffrement, il a pu facilement récupérer les images de quelques shroud cams de ces tombes). Les neuf tombes ont donc bien été ciblées.
Selon Maury et grâce à l'aide de deux jeunes hackers russes qu'il a embauchés afin de pirater le cimetière de Karsh, il pourrait s'agir d'un réseau de surveillance clandestin en occident créé par le gouvernement chinois, par l'intermédiaire de « Shining Clothes Technologies », la compagnie chinoise qui a participé au développement de la shroud cam ; et qui serait encore en phase de tests sur des cadavres... avant de passer aux vivants.

## Fiche technique
- Titre original : The Shrouds
- Titre français : Les Linceuls
- Réalisation et scénario : David Cronenberg[1]
- Musique : Howard Shore
- Décors : Carol Spier
- Costumes : Anne Dixon
- Photographie : Douglas Koch
- Montage : Christopher Donaldson
- Production : Saïd Ben Saïd, Martin Katz[2] et Anthony Vaccarello
- Sociétés de production : SBS Productions, Prospero Pictures[2] et Saint Laurent
- Sociétés de distribution : Pyramide Films (France), SBS International
- Pays de production :  France,  Canada
- Langues originales : anglais, français
- Format : couleur
- Genre : Drame, horreur et science-fiction
- Durée : 116 minutes
- Dates de sortie : 
  - France : 20 mai 2024 (Festival de Cannes) ; 30 avril 2025[3] (sortie nationale)
  - Canada : 5 septembre 2024 (Festival du film de Toronto)

## Distribution
- Vincent Cassel (VQ : Tristan Harvey) : Karsh
- Diane Kruger (VQ : Catherine Proulx-Lemay) : Becca / Terry / Hunny
- Guy Pearce (VQ : Alexis Lefebvre) : Maury
- Sandrine Holt (VQ : Viviane Pacal) : Soo-Min Szabo
- Al Sapienza : Luca DiFolco
- Steve Switzman : Dr Jerry Zecker
- Jennifer Dale (VQ : Julie Burroughs) : Myrna Slotnik
- Ingvar E. Sigurðsson (VQ : Guy Nadon) : Elvar
- Elizabeth Saunders (VQ : Sarah Desjeunes) : Gray Foner
- Eric Weinthal (VQ : François Trudel) : Dr Hofstra
- Jeff Yung (VQ : Adrien Bletton) : Dr Rory Zhao

 Source : version québécoise (VQ) sur Doublage.qc.ca

## Production

### Genèse et développement
En mai 2022, Deadline Hollywood annonce que le cinéaste canadien David Cronenberg a trouvé son prochain film : le film The Shrouds, qui mettra Vincent Cassel en vedette.
En septembre 2022, David Cronenberg révèle des détails sur la distribution et le tournage de son prochain long métrage lors d'une conférence de presse au festival international du film de San Sebastian, où il a reçu le prix honorifique Donostia du festival,,.
Il déclare : « C'est un projet très personnel pour moi. Les gens qui me connaissent sauront quelles parties sont autobiographiques »,.
Saïd Ben Saïd est le producteur du film,. Le film est par ailleurs produit par une nouvelle branche de l'entreprise Yves Saint Laurent destinée à la production de films et dirigée par Anthony Vaccarello, directeur artistique de la marque de luxe.

### Attribution des rôles
David Cronenberg annonce en septembre 2022 que Léa Seydoux rejoint le film, aux côtés de Vincent Cassel, mais il insiste : « Ce n'est pas un film français », malgré la présence de deux acteurs français,,. 
Ce sera la troisième fois, après Les Promesses de l'ombre et A Dangerous Method, que Vincent Cassel tiendra un rôle dans un film du Canadien,.
Viggo Mortensen, acteur fétiche du réalisateur, ayant joué dans quatre de ses films, était également pressenti, mais ne fait finalement pas partie de la distribution.  
En mars 2023, il est annoncé que Diane Kruger reprend le rôle initialement écrit pour Léa Seydoux,,. Elle est rejointe peu après par Guy Pearce.
Le 18 avril 2023, le site Deadline Hollywood annonce que l'actrice canado-britannique Sandrine Holt rejoint la distribution.

### Tournage
Le tournage a lieu du 8 mai au 30 juin 2023 et se déroule à Toronto, la ville natale de Cronenberg,,,.

## Distinctions

### Sélection
- Festival de Cannes 2024 : sélection officielle, en compétition[19]